# Denis Agović
Ne doit pas être confondu avec Edis Agović.
Denis Agović, né le 12 juillet 1993 à Dudelange au Luxembourg, est un footballeur luxembourgeois qui joue au poste de défenseur central au FC UNA Strassen.
Il est le frère jumeau de Edis Agović, jouant lui aussi au FC UNA Strassen.

## Biographie

### AS La Jeunesse d'Esch (2011-2016)
Formé au sein du club, la carrière du joueur débute à l'AS La Jeunesse d'Esch en 2011.
Il dispute son premier match professionnel lors de la 2e journée de BGL Ligue en étant titulaire face à l'UN Käerjéng 97 (défaite trois buts à zéro).
Il remporte en 2013 la Coupe du Luxembourg face au FC Differdange 03 (victoire deux buts à un).

#### Prêt au FC UNA Strassen (2015-2016)
En 2015, le joueur rejoint le FC UNA Strassen, tout juste promu en BGL Ligue, jusqu'à la fin de la saison 2015-2016.

### FC UNA Strassen (depuis 2016)
En 2016, il signe définitivement avec le FC UNA Strassen un contrat de trois ans.

## Palmarès
| AS La Jeunesse d'Esch (1) :                                                 | FC UNA Strassen :                  |
| --------------------------------------------------------------------------- | ---------------------------------- |
| - BGL Ligue - Vice-champion : 2012 - Coupe du Luxembourg - Vainqueur : 2013 | - BGL Ligue - Vice-champion : 2025 |